# Swing Shift - Tempo di swing
Swing Shift - Tempo di swing è un film del 1984 diretto da Jonathan Demme.
La pellicola, che vanta nel cast Goldie Hawn, Kurt Russell e Christine Lahti, ha ottenuto un buon successo, grazie soprattutto all'interpretazione della Lahti che, per il ruolo di Hazel, ha ricevuto una candidatura all'Oscar alla miglior attrice non protagonista, al Golden Globe, al New York Film Critics Circle Awards e al Los Angeles Film Critics Association Awards, rendendola famosa in tutto il mondo. Il film, inoltre, ha vinto l'Arancio d'oro al miglior film al Festival di Taormina e alla Semana Internacional de Cine de Valladolid.

## Trama
Una donna trova romanticismo quando trova lavoro in una fabbrica di aerei per far quadrare i conti dopo che suo marito è andato in guerra.

## Distribuzione
Il film è stato distribuito nelle sale cinematografiche statunitensi il 13 aprile 1984, mentre in Italia l'8 febbraio 1985.

## Riconoscimenti
- 1985 - Premio Oscar
  - Candidatura alla Miglior attrice non protagonista a Christine Lahti
- 1985 - Golden Globe
  - Candidatura alla Miglior attrice non protagonista a Christine Lahti
- 1985 - Festival di Taormina
  - Arancio d'oro al miglior film a Jonathan Demme
  - Candidatura alla Miglior attrice non protagonista a Christine Lahti
  - Candidatura al Miglior attore non protagonista a Ed Harris
- 1984 - New York Film Critics Circle Awards
  - Candidatura alla Miglior attrice non protagonista a Christine Lahti
- 1985 - Semana Internacional de Cine de Valladolid
  - Miglior film straniero
  - Candidatura Miglior regista a Jonathan Demme
  - Candidatura Miglior attrice straniera a Christine Lahti
- 1984 - Los Angeles Film Critics Association Awards
  - Candidatura alla Miglior attrice non protagonista a Christine Lahti